# Payraudeautia
Genre
Synonymes
- Natica (Payraudeautia) Bucquoy, Dautzenberg & Dollfus, 1883

Payraudeautia est un genre de mollusques gastéropodes marins de la famille des Naticidae.

## Liste d'espèces
Selon World Register of Marine Species (29 octobre 2017) :
- Payraudeautia gruveli (Dautzenberg, 1910)
- Payraudeautia nubila (Dall, 1889)

## Synonymes
- Natica (Payraudeautia) Bucquoy, Dautzenberg & Dollfus, 1883[1]